# Hexatoma brevipila
Hexatoma brevipila là một loài ruồi trong họ Limoniidae. Chúng phân bố ở miền Tân bắc.